# Grell and Falla
Grell and Falla o Grell & Falla è un videogioco a piattaforme basato sul controllo di due personaggi fantasy, il nano Grell e la fata Falla, impegnati a lavorare come giardinieri. I titoli con Falla sono quelli che appaiono a video, mentre sulle confezioni è scritto Grell and Fella o Grell & Fella in the Enchanted Gardens, sul manuale cartaceo infatti la fata viene chiamata Fella.
Il videogioco è stato pubblicato nel 1992 per Amstrad CPC e ZX Spectrum da Codemasters; venne sviluppata, con lo stesso anno di copyright, anche una conversione per Commodore 64, che però uscì ufficialmente solo molti anni dopo, sul sito GameTap.

## Modalità di gioco
L'ambiente di gioco è a piattaforme con visuale laterale, a scorrimento orizzontale e ciclico, ovvero proseguendo sempre in una direzione si torna al punto di partenza. Ci sono 50 livelli corrispondenti ad altrettanti giardini, inizialmente privi di fiori e infestati da animali come bruchi o rane e altre creature dall'aspetto cartonesco, rese ostili da una maledizione.
Il giocatore controlla sia Grell sia Falla e può passare dall'uno all'altro ogni volta che lo desidera. Grell è più forte, può saltare ed è l'unico che può piantare i fiori. Falla ha la capacità di volare e può usare polvere fatata per migliorare il terreno. Entrambi corrono a varie velocità con inerzia, possono dare pugni e lanciare vari tipi di incantesimi, utilizzabili un numero di volte limitato. Ciascun personaggio ha un proprio inventario di incantesimi e equipaggiamento, una sola vita iniziale e una barra di energia che si riduce toccando le creature ostili o cadendo in acqua.
Per completare un livello bisogna far tornare ad essere innocue tutte le creature presenti, colpendole con incantesimi oppure con i meno efficaci pugni. Per ottenere bonus si possono piantare dei fiori, che però possono crescere solo su terreni adatti e sono vulnerabili alle creature ostili. Al termine di un livello si viene pagati con dei sassolini che fungono da denaro, in proporzione al tempo impiegato e ai fiori piantati. Altri sassolini o bonus vengono rilasciati da ogni creatura guarita.
In ogni livello è presente un negozio dove si possono comprare e vendere i vari tipi di incantesimi, bulbi da piantare e altre attrezzature. Nuove scelte diventano disponibili avanzando nei livelli. Oltre ai vari tipi di proiettili magici che guariscono le creature, ci sono incantesimi di utilità varia, ad esempio per attraversare indenni l'acqua o per rivitalizzare l'altro personaggio se ha terminato l'energia.